# Šibenicko-kninská župa
Šibenicko-kninská župa (chorvatsky Šibensko-kninska županija) je chorvatská župa v severní až střední Dalmácii, o rozloze téměř 3 tisíce km². Chorvati tvoří většinu s 88,60 % populace. Srbové jsou druhou největší etnickou skupinou se 8,37 %.

## Charakter území
Župa leží uprostřed pobřežní části chorvatského území a sahá od Jaderského moře až na hranici s Bosnou a Hercegovinou. Jejím hlavním a největším městem je Šibenik, kde žije zhruba třetina všech obyvatel. Na severozápadě sousedí se Zadarskou župou a na jihovýchodě se Splitsko-dalmatskou župou. 
Území župy je převážně hornaté nebo pahorkaté, celkově stoupá od moře do pohraničních Dinárských hor na severovýchodě. Pobřeží je velmi členité s řadou ostrovů, poloostrovů a zátok. Celkem k území župy náleží 242 ostrovů a ostrůvků, největší jsou Kornat, Murter, Žirje, Žut nebo Zlarin. Hlavní řekou je Krka, vyvěrající nad městem Knin. Její hluboký kaňon se vine středem oblasti a je chráněn v národním parku Krka. Druhý zdejší národní park je mořský ostrovní NP Kornati.
Obyvatelé župy jsou převážně Chorvati. V roce 1991, před válkou, byli Chorvati většinou se 61,7 %, následovaní srbskou menšinou se 34,2 %.

## Města
- Šibenik (hlavní)
- Knin
- Vodice
- Drniš
- Skradin